# Roger Magnusson
Roger Magnusson (* 20. März 1945 in Mönsterås) ist ein ehemaliger schwedischer Fußballspieler. Der Stürmer, der mehrfacher Nationalspieler für die schwedische Nationalmannschaft war, spielte im Laufe seiner aktiven Karriere in seinem Heimatland, Deutschland, Italien und Frankreich. Sein acht Jahre jüngerer Bruder Benno Magnusson spielte ebenfalls in der schwedischen Nationalmannschaft und war u. a. Profi beim 1. FC Kaiserslautern und bei Hertha BSC.

## Werdegang
Magnusson wuchs in Blomstermåla auf. Als junger Nachwuchsspieler wechselte er Anfang der 1960er Jahre zum aufstrebenden Klub Åtvidabergs FF, der mit Unterstützung des lokalen Rechenmaschinenherstellers Facit aus der zweiten Liga in Richtung Allsvenskan wollte. Als Juniorennationalspieler war der Offensivspieler schnell Stammkraft bei seinem neuen Klub. Regelmäßig verpasste er mit der Mannschaft nur knapp den Aufstieg, 1963 und 1964 belegte sie jeweils den zweiten Tabellenplatz ihrer Zweitligastaffel. Dennoch spielte er sich ins Notizbuch von Nationaltrainer Lennart Nyman, der ihm zu seinem Nationalelfdebüt im Juni 1964 verhalf. Beim 4:1-Erfolg über Dänemark im Malmö Stadion trug er sich neben Prawitz Öberg, Harry Bild und Örjan Martinsson in die Torschützenliste ein.
Als Nationalspieler hatte Magnusson außerhalb der Landesgrenzen auf sich aufmerksam gemacht. Im Sommer 1966 verließ er Åtvidabergs FF – obwohl mit 77 Saisontoren am Saisonende im Herbst den erfolgreichsten Angriff der Zweitligastaffel stellend, reichte es hinter IF Saab erneut nur zum zweiten Platz – und schloss sich dem 1. FC Köln in die Bundesliga an. Der damalige Trainer der „Geißböcke“, Willi Multhaup, setzte ihn insgesamt 20-mal ein, wobei ihm vier Tore gelangen. Diese magere Ausbeute trug dazu bei, dass man in Köln nach Ablauf der Saison keinen Wert mehr auf seine Dienste legte und ihn an Juventus Turin abgab. Allerdings war Magnusson auch weniger der Typus eines Torjägers als vielmehr der des dribbelstarken Vorbereiters. 
Nach dem ebenfalls nur einjährigen Zwischenspiel in Italien entwickelte sich Magnusson bei Olympique Marseille zu einem gefährlichen und publikumswirksamen Rechtsaußen in Frankreichs Division 1, wo er zum idealen Passgeber für den Jugoslawen Josip Skoblar wurde, mehrere nationale Titel (je zwei Meisterschaften und Pokalsiege sowie 1972 auch den Doublé) gewann und noch heute einen ausgezeichneten Ruf hat. Auch von der „Flügelzange“, die der Schwede auf Rechts- und Charly Loubet auf Linksaußen von 1969 bis 1971 bildeten, schwärmen OM-Fans noch Jahrzehnte später. Bis zu seinem Wechsel nach Frankreich stand Magnusson weiters im Kader der schwedischen Nationalelf. Da jedoch die Spielzeit in der französischen Division 1 im Sommer 1970 bis zum Ende Juni dauerte und damit zeitgleich zur Weltmeisterschaft in Mexiko stattfand, verzichtete er auf eine Teilnahme an der Endrunde.
1974 wechselte Magnusson von Olympique zum Pariser Traditionsklub Red Star, bevor es ihn 1976 zurück nach Schweden zog. Zunächst spielte er in seinem Heimatland für Helsingborgs IF in der zweiten schwedischen Liga. Die Umstellung erwies sich als zu groß, nach nur sechs Saisonspielen verließ er den Verein wieder. Später spielte er für Vilans BoIF und Landskrona BoIS. Für den Klub debütierte er in der Allsvenskan, am Ende der Spielzeit 1980 stieg er mit der Mannschaft jedoch aus der ersten Liga ab.

## Erfolge
- Französischer Meister 1970/71, 1971/72
- Coupe de France 1968/69, 1971/72